# Serranochromis
Serranochromis es un género de peces de la familia Cichlidae y de la orden de los Perciformes.

## Especies
- Serranochromis altus (Winemiller & Kelso-Winemiller, 1991)
- Serranochromis angusticeps (Boulenger, 1907)
- Serranochromis janus (Trewavas, 1964)
- Serranochromis longimanus (Boulenger, 1911)
- Serranochromis macrocephalus (Boulenger, 1899)
- Serranochromis meridianus (Jubb, 1967)
- Serranochromis robustus (Günther, 1864)
- Serranochromis spei (Trewavas, 1964)
- Serranochromis stappersi (Trewavas, 1964)
- Serranochromis thumbergi (Castelnau, 1861)